# Campeonato Mundial de Halterofilismo de 2014 - Até 56 kg masculino
A categoria até 56 kg masculino foi um evento do Campeonato Mundial de Halterofilismo de 2014, disputado no Palácio de Esportes Baluan Sholak, em Almati, no Cazaquistão, no dia 8 de novembro de 2014.

## Calendário
Horário local (UTC+6) 
| Dia           | Horário | Fase    |
| ------------- | ------- | ------- |
| 8 de novembro | 11:00   | Grupo C |
| 8 de novembro | 15:00   | Grupo B |
| 8 de novembro | 19:00   | Grupo A |

## Medalhistas
| Prova     | Ouro                 | Ouro   | Prata                | Prata  | Bronze              | Bronze |
| --------- | -------------------- | ------ | -------------------- | ------ | ------------------- | ------ |
| Arranque  | Thạch Kim Tuấn (VIE) | 135 kg | Li Fabin (CHN)       | 134 kg | Long Qingquan (CHN) | 133 kg |
| Arremesso | Om Yun-chol (PRK)    | 168 kg | Thạch Kim Tuấn (VIE) | 161 kg | Long Qingquan (CHN) | 160 kg |
| Total     | Om Yun-chol (PRK)    | 296 kg | Thạch Kim Tuấn (VIE) | 296 kg | Long Qingquan (CHN) | 293 kg |

## Recordes
Antes desta competição, os recordes mundiais da categoria eram os seguintes:
| Recorde         | Tipo      | Atleta            | Peso   | Local   | Data                   |
| --------------- | --------- | ----------------- | ------ | ------- | ---------------------- |
| Recorde mundial | Arranque  | Halil Mutlu (TUR) | 138 kg | Antália | 4 de novembro de 2001  |
| Recorde mundial | Arremesso | Om Yun-chol (PRK) | 170 kg | Incheon | 20 de setembro de 2014 |
| Recorde mundial | Total     | Halil Mutlu (TUR) | 305 kg | Sydney  | 16 de setembro de 2000 |

## Resultados
Os resultados foram os seguintes:
| Pos.              | Atleta                   | Grupo | Peso (kg) | Arranque (kg) | Arranque (kg) | Arranque (kg) | Arranque (kg)     | Arremesso (kg) | Arremesso (kg) | Arremesso (kg) | Arremesso (kg)    | Total (kg) |
| Pos.              | Atleta                   | Grupo | Peso (kg) | 1             | 2             | 3             | Pos.              | 1              | 2              | 3              | Pos.              | Total (kg) |
| ----------------- | ------------------------ | ----- | --------- | ------------- | ------------- | ------------- | ----------------- | -------------- | -------------- | -------------- | ----------------- | ---------- |
| Medalha de ouro   | Om Yun-chol (PRK)        | A     | 55,71     | 124           | 124           | 128           | 5                 | 162            | 162            | 168            | Medalha de ouro   | 296        |
| Medalha de prata  | Thạch Kim Tuấn (VIE)     | A     | 55,75     | 130           | 134           | 135           | Medalha de ouro   | 156            | 156            | 161            | Medalha de prata  | 296        |
| Medalha de bronze | Long Qingquan (CHN)      | A     | 55,40     | 130           | 130           | 133           | Medalha de bronze | 160            | 163            | 163            | Medalha de bronze | 293        |
| 4                 | Li Fabin (CHN)           | A     | 55,50     | 130           | 134           | 135           | Medalha de prata  | 157            | 162            | 162            | 4                 | 291        |
| 5                 | Trần Lê Quốc Toàn (VIE)  | A     | 55,90     | 125           | 128           | 130           | 6                 | 155            | 160            | 160            | 5                 | 280        |
| 6                 | Arli Chontey (KAZ)       | A     | 55,60     | 122           | 126           | 129           | 4                 | 145            | 150            | 150            | 11                | 274        |
| 7                 | Yang Chin-yi (TPE)       | A     | 55,95     | 115           | 120           | 124           | 8                 | 150            | 158            | 158            | 7                 | 274        |
| 8                 | Sinphet Kruaithong (THA) | A     | 55,10     | 117           | 120           | 120           | 9                 | 144            | 146            | 150            | 8                 | 266        |
| 9                 | Mansour Al-Saleem (KSA)  | B     | 55,18     | 116           | 120           | 124           | 7                 | 135            | 140            | 142            | 15                | 266        |
| 10                | Sergio Rada (COL)        | A     | 55,57     | 113           | 116           | 119           | 13                | 145            | 150            | 152            | 6                 | 266        |
| 11                | Carlos Berna (COL)       | A     | 55,69     | 112           | 115           | 118           | 10                | 146            | 146            | 150            | 9                 | 264        |
| 12                | Majid Askari (IRI)       | A     | 55,70     | 117           | 117           | 121           | 11                | 144            | 151            | 151            | 13                | 261        |
| 13                | Surahmat Wijoyo (INA)    | B     | 55,76     | 110           | 113           | 116           | 17                | 142            | 146            | 146            | 10                | 259        |
| 14                | Oleg Sîrghi (MDA)        | B     | 55,82     | 107           | 107           | 112           | 18                | 140            | 145            | 148            | 18                | 252        |
| 15                | Zulhelmi Pisol (MAS)     | B     | 55,72     | 106           | 109           | 111           | 20                | 135            | 140            | 142            | 16                | 251        |
| 16                | Tan Chi-chung (TPE)      | B     | 55,78     | 106           | 111           | 111           | 25                | 140            | 145            | 148            | 12                | 251        |
| 17                | Asen Muradov (BUL)       | B     | 55,89     | 110           | 115           | 117           | 12                | 125            | 130            | 134            | 23                | 251        |
| 18                | Smbat Margaryan (ARM)    | B     | 55,63     | 107           | 107           | 111           | 24                | 143            | 147            | 147            | 14                | 250        |
| 19                | Kota Yomogi (JPN)        | C     | 55,68     | 106           | 109           | 111           | 19                | 135            | 135            | 139            | 19                | 250        |
| 20                | Tom Goegebuer (BEL)      | B     | 55,69     | 109           | 113           | 115           | 14                | 130            | 134            | 135            | 22                | 250        |
| 21                | Witoon Mingmoon (THA)    | B     | 55,21     | 105           | 107           | 109           | 23                | 138            | 140            | 144            | 17                | 247        |
| 22                | Josué Brachi (ESP)       | B     | 55,61     | 114           | 118           | 118           | 15                | 133            | 133            | 138            | 24                | 247        |
| 23                | Hiroaki Takao (JPN)      | C     | 55,48     | 108           | 111           | 111           | 21                | 133            | 136            | 138            | 20                | 244        |
| 24                | Elmar Aliyev (AZE)       | C     | 55,55     | 98            | 101           | 103           | 28                | 129            | 135            | 140            | 21                | 238        |
| 25                | Ganesh Mali (IND)        | C     | 55,86     | 100           | 105           | 108           | 22                | 124            | 128            | 130            | 27                | 238        |
| 26                | Francisco Barrera (CHI)  | C     | 55,99     | 100           | 105           | 105           | 27                | 127            | 129            | 132            | 25                | 237        |
| 27                | Walter Zurita (ECU)      | C     | 55,21     | 100           | 105           | 110           | 26                | 126            | 126            | 130            | 28                | 231        |
| 28                | Eduar Beris (VEN)        | C     | 55,63     | 96            | 100           | 105           | 30                | 120            | 127            | 130            | 26                | 230        |
| 29                | Seraj Al-Saleem (KSA)    | C     | 54,12     | 94            | 98            | 101           | 29                | 119            | 123            | 124            | 30                | 220        |
| 30                | Amor Fenni (ALG)         | C     | 55,69     | 95            | 98            | 99            | 31                | 116            | 116            | 120            | 29                | 215        |